# Masacrul de la Moisei

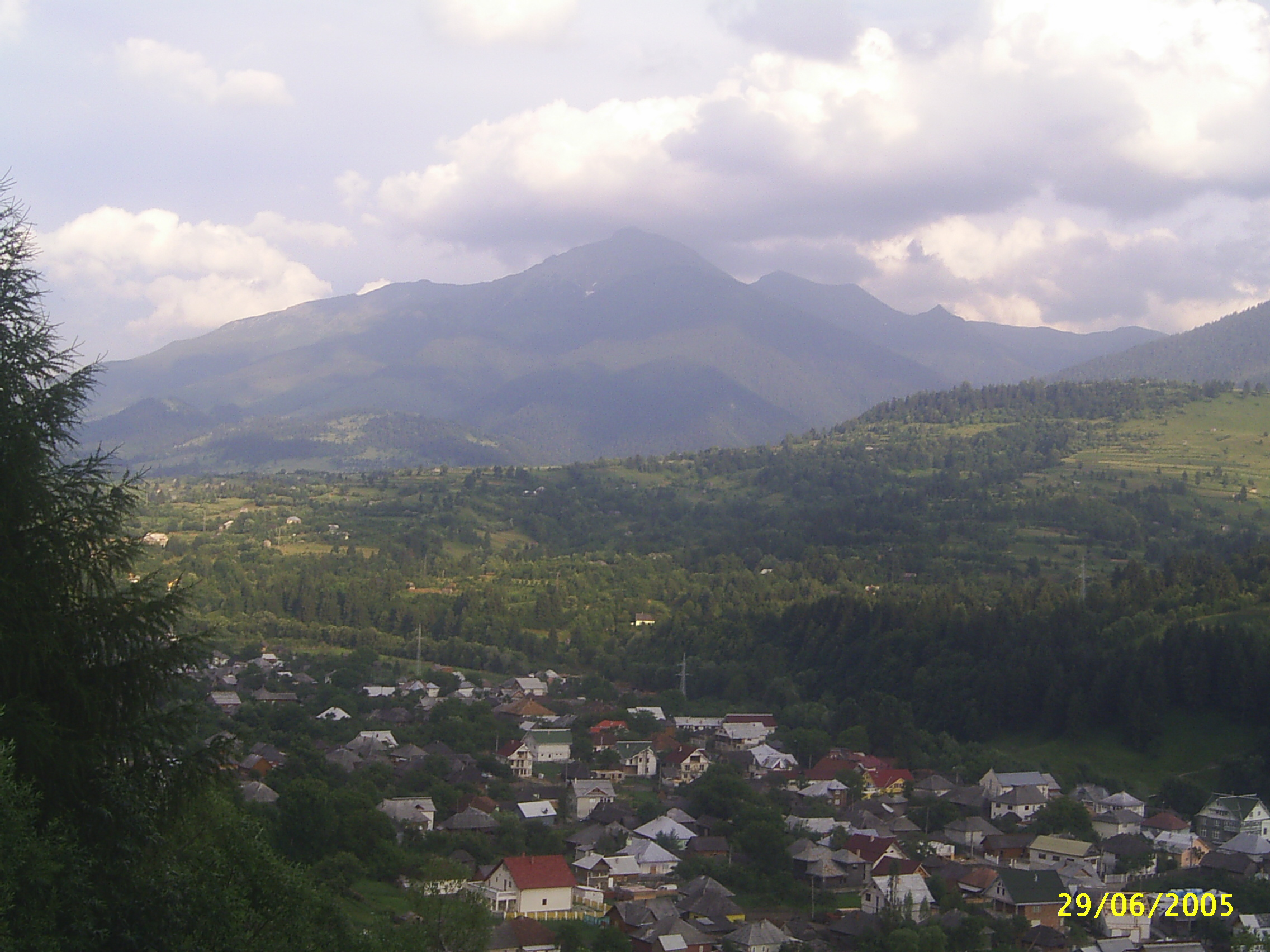
Vedere de ansamblu a comunei Moisei

Masacrul de la Moisei a fost făcut la data de 14 octombrie 1944 de către unități militare maghiare aflate în retragere din Transilvania de Nord, pe Valea Izei, în două case de lemn aflate la ieșirea din comună. Au fost uciși 29 de etnici români și 3 evrei.

## Desfășurarea masacrului
Moisei este o comună situată în partea de sud-est a județului Maramureș, aflată la jumătatea distanței dintre orașele Borșa și Vișeu de Sus. După Dictatul de la Viena din 30 august 1940, Nord-vestul Transilvaniei intră sub ocupație maghiară, întreg Maramureșul fiind alipit Ungariei. Comuna Moisei a fost printre primele așezări românești ce au intrat sub administrație ungară în 7 septembrie 1940. La data de 23 august 1944, România trece de partea Aliaților și alături de armatele sovietice încep luptele pentru recâștigarea Transilvaniei de Nord. La începutul lunii octombrie a anului 1944, frontul înainta în interiorul Ardealului, fiind eliberate primele teritorii. În aceste condiții au avut loc și crimele din Moisei.
La data de 14 octombrie 1944 trupele maghiare aflate în retragere pe Valea Izei au omorât 29 de români în două case de lemn de la periferia comunei Moisei, pe drumul principal ce duce spre Borșa. Au fost identificate 31 de victime, dintre care doi au rămas în viață. Cei doi supraviețuitori sunt Vasile Petean, originar din comuna clujeană Pălatca, și Vasile Ivașcu, care ulterior a înnebunit parțial. Dintre cele 31 de victime, 24 erau originari din județul Mureș, 3 din județul Cluj și 4 din județul Maramureș. Acești țărani ardeleni erau internați în lagărele de muncă din orașul Vișeu de Sus, fiind acuzați de "trădare de patrie", de patriotism românesc ori partizanat. În condițiile înaintării forțelor militare aliate, cei mai mulți dintre cei încorporați în unități de muncă obligatorie au dezertat, încercând să treacă linia frontului și să se întoarcă în localitățile de domiciliu. Unii au reușit, alții, între care și cei uciși la Moisei, au fost prinși de jandarmii unguri de front și duși într-un lagăr improvizat în casa unui evreu transilvănean deportat în lagărele de exterminare naziste.
În ziua de sâmbătă, 14 octombrie 1944, prizonierii din lagărul de la Vișeu de Sus au fost urcați de militari unguri într-un camion și transportați la Moisei, comuna fiind în prealabil complet evacuată de locuitori. 12 dintre ei au fost închiși într-o căsuță de lemn, fiind împușcați de către soldații maghiari, care trăgeau prin geamuri și ușă. În continuare au fost uciși și ceilalți români. Masacrul s-a întâmplat pe la orele 15, în aceeași noapte, militarii incendiind satul și arzând circa 300 de case. Cadavrele intrate deja în putrefacție, au fost îngropate la două săptămâni după comiterea masacrului, când localnicii au revenit la gospodăriile lor. Deasupra gropii comune s-a înălțat o troiță de lemn, înlocuită după câțiva ani de un obelisc din piatră.

## In memoriam

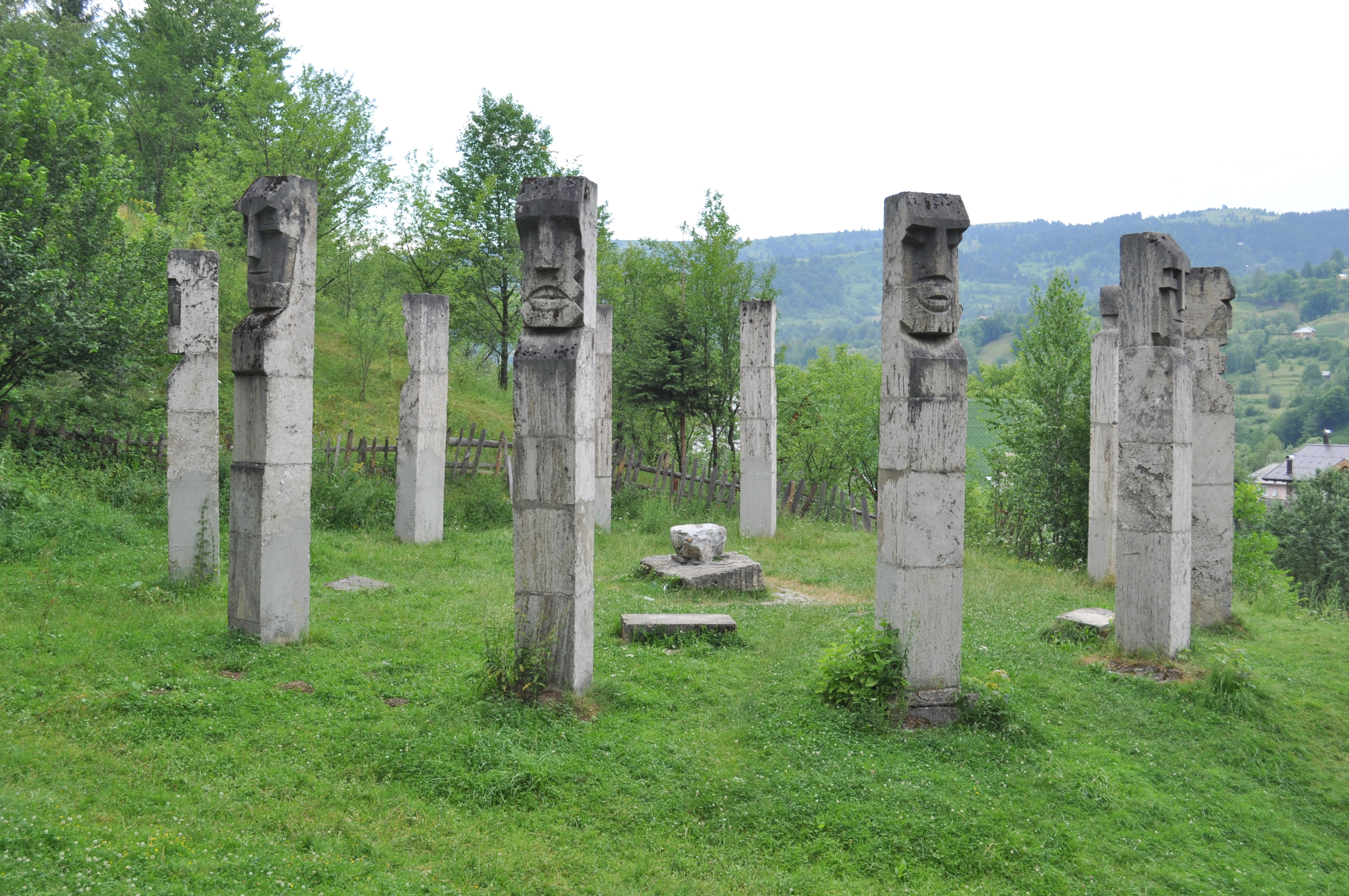
Ansamblul monumental de la Moisei al sculptorului Gheza Vida ridicat în memoria victimelor

În anul 1983 cele două locuințe în care s-au săvârșit crimele au fost transformate în case memoriale, muzee deschise publicului larg, iar în amintirea martirilor a fost ridicat un ansamblu memorial. Monumentul cuprinde 12 figuri de piatră - 2 chipuri omenești și 10 măști tradiționale maramureșene - fiind realizat de sculptorul maramureșan Gheza Vida.

## Masacrul de la Moisei în cinematografie
Masacrul de la Moisei a constituit sursa de inspirație a filmului artistic Ultima frontieră a morții, regizat de Virgil Calotescu în anul 1979, avându-i în distribuție pe Florin Piersic, Ion Dichiseanu, Vlad Rădescu, Emanoil Petruț, Mihai Mereuță, Mariana Mihuț.